# Edwardsia norvegica
Edwardsia norvegica is een zeeanemonensoort uit de familie Edwardsiidae.
Edwardsia norvegica is voor het eerst wetenschappelijk beschreven door Carlgren in 1942.